# Chaerophyllum aurantiacum
Chaerophyllum aurantiacum är en flockblommig växtart som beskrevs av George Edward Post. Chaerophyllum aurantiacum ingår i släktet rotkörvlar, och familjen flockblommiga växter. Inga underarter finns listade i Catalogue of Life.